# ماتسونو شیگه‌موتو
ماتسونو شیگه‌موتو (به ژاپنی: 松野 重元 まつの しげもと) (زمان تولد نامشخص - مرگ ۱۶۵۵) یک سامورایی در اواخر دوره سنگوکو و در خدمت خاندان تویوتومی و ملک او در ولایت تانبا بود. در سال ۱۵۹۵ هنگامی که فرزند خوانده کوبایاکاوا تاکاکاگه؛ کوبایاکاوا هیده‌آکی از قلعه کامه‌یاما به قلعه ناجیما در ولایت اچیزن منتقل شد، به امر تویوتومی هیده‌یوشی به خدمت خاندان کوبایاکاوا درآمد.
در نبرد سکیگاهارا ۱۶۰۰ او از فرمان کوبایاکاوا هیده‌آکی برای حمله به سپاه غربی تبعیت نکرد و حاضر نشد به خاندان تویوتومی خیانت کند.